# Solmaz Khorsand

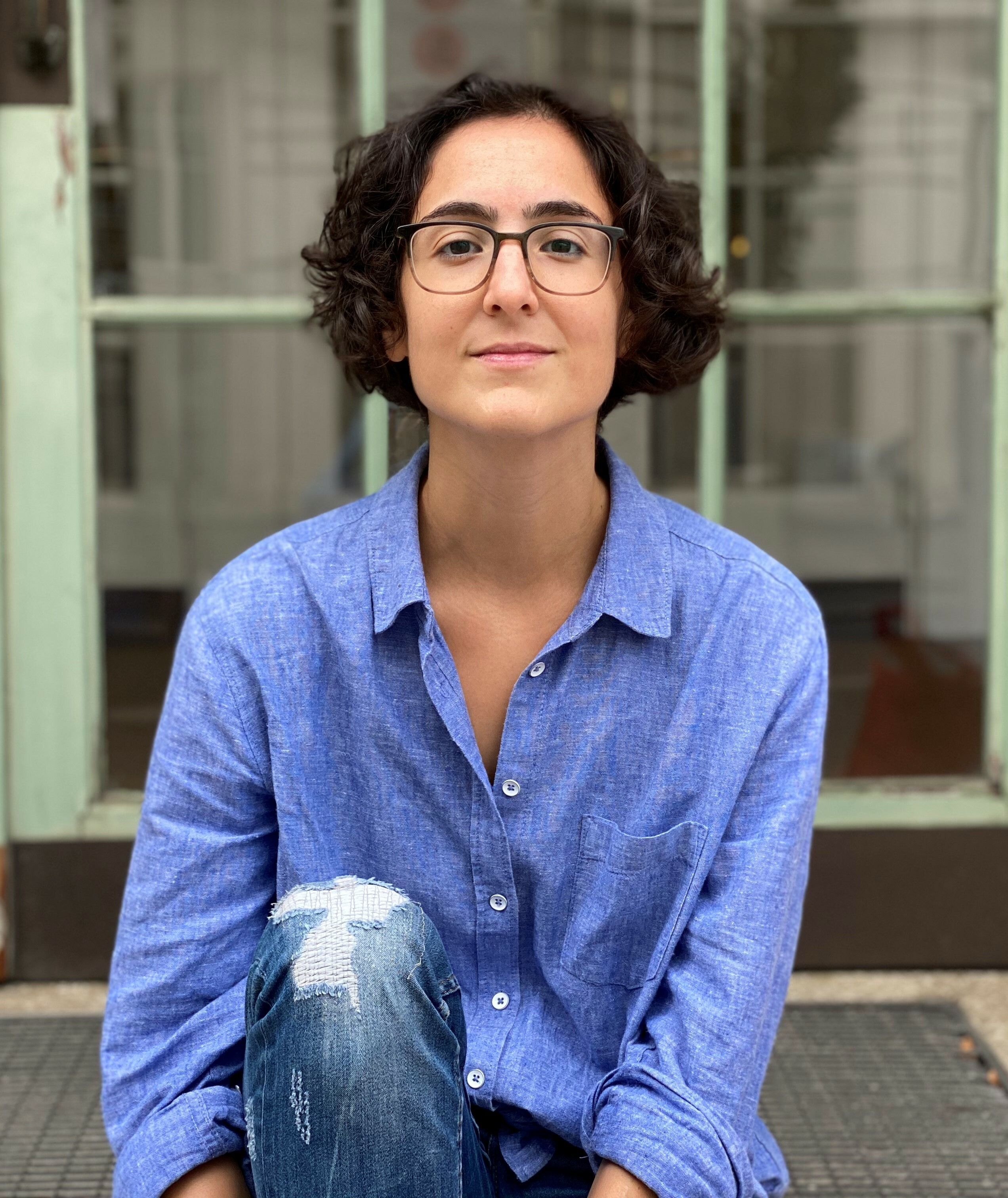
Solmaz Khorsand (2020)

Solmaz Khorsand (* 1985 in Wien) ist eine österreichische Journalistin und Autorin.

## Leben
Geboren und aufgewachsen in Wien als Tochter zweier Exiliraner, absolvierte sie ein Journalismus-Studium an der Fachhochschule für Journalismus und Medienmanagement in Wien und der Dublin City University, Masterstudium in den Fächern Internationale Beziehungen und Wirtschaft an der Johns Hopkins University in Bologna und Washington D.C.
Sie arbeitete als Redakteurin u. a. für das Monatsmagazin Datum, Der Standard, die Österreichseiten der Hamburger Wochenzeitung Die Zeit und die Wiener Zeitung. Zu ihrer Arbeit zählen insbesondere Reportagen, Essays und Analysen. 2009 berichtete sie über die Präsidentschaftswahlen im Iran und die anschließenden Proteste als eine der wenigen westlichen Journalisten im Land von der Lage vor Ort (u. a. für die Zeit, die Presse und Falter). 2010 reiste sie nach Afghanistan und schrieb über den Alltag im Krieg für den Standard im Blog „Kabul, mon amour.“ Im Jahr darauf berichtete sie ebenfalls für den Standard, aus den USA in der Kolumne „Viennese Fruitcake“. Seit 2018 schreibt sie für das Schweizer Magazin Republik. Für die Europawahlen 2019 konzipierte sie die Artikel-Serie „Café Europa“, im Jahr darauf kam ihre dreiteilige Serie „Homemade in Germany“ zu Rechtsextremismus in Deutschland heraus, wo Khorsand unter anderem Thüringens Verfassungsschutzchef Stephan Kramer porträtierte. Ihre Hommage „O du perfektes Zürich, wie sehr ich dich verachte“ an ihre kurzzeitige Wahlheimatstadt Zürich in Die Zeit sorgte in der Schweiz für zahlreiche Repliken.
Seit November 2020 hostet sie einmal im Monat eine Episode des Polit-Podcasts „Ganz offen gesagt.“ 2017 schrieb sie als erste Frau in der über 300-jährigen Geschichte der Wiener Zeitung den Leitartikel mit dem Titel „Ab in die erste Reihe“. Khorsand hat in ihrer Arbeit neben außenpolitischen und gesellschaftlichen Themen insbesondere die Politik und Mentalität in Österreich im Fokus. „Alles, was Rang und Namen hat oder gerne hätte, tanzt hier an. Präsidenten, Ministerinnen, Chefredakteure, Großindustrielle, Generäle. Und ihre Entourage. Keiner lässt sich das alljährliche Schaulaufen nehmen. Die Profis geben den Takt an, die Anfänger stolpern nach. Am Ende tanzen sie alle den Walzer unter Freunden oder, wie man hier sagt, den Walzer der Verhaberung“, schreibt sie in ihrem Essay „Die vorletzten Tage der Menschheit“ über das österreichische Elitetreffen im Tiroler Bergdorf Alpbach.

## Auszeichnungen
- 2017 wurde sie für den Essay „Die iranische Verwandlung“ bei den Österreichischen Journalismustagen ausgezeichnet.[21][22]
- 2018 bekam sie den Wiener Journalistinnenpreis.[23] Die Jury begründete ihre Entscheidung mit den Worten: „Solmaz Khorsand hat stets eine klare Haltung: an den Menschenrechten orientiert, feministisch und für Chancengleichheit – egal, ob zwischen Männern und Frauen oder zwischen Mehrheitsbevölkerung und Minderheiten. Ihre Visitenkarte sind ihre Geschichten, sie selbst bleibt im Hintergrund. Es geht ihr um die journalistische Sache, nicht um Selbstinszenierung. Und das, obwohl sie selbst Geschichte geschrieben hat. Sie war die erste Frau, die in der Wiener Zeitung nach 314 Jahren den Leitartikel verfasst hat.“[23]

## Publikationen
- „Politischer Islam mit schiitischem Hintergrund“, gemeinsam mit Thomas Schmidinger, in: Larise, Dunja und Schmidinger, Thomas (Hrsg.): Zwischen Gottesstaat und Demokratie. Handbuch des politischen Islam, Wien: Deuticke 2008, S. 224–236, ISBN 978-3-552-06083-8.
- „The Ampatuans: The Role of Powerful Clans in the Perpetuation of Conflict in Mindanao“, in:  Dr. P. Terrence Hopmann and Dr. I. William Zartman (Hrsg.): Mindanao – Understanding Conflict, SAIS, Johns Hopkins University 2011, S. 75–83.[24]
- Pathos. Kremayr & Scheriau, Wien 2021, ISBN 978-3-218-01256-0.
- untertan. Von braven und rebellischen Lemmingen, Leykam Verlag, Wien 2024, ISBN 978-3-7011-8311-1.
- Unverdächtig. Ein Geständnis, Globart, Wien 2024, ISBN 9783950217391.